# 아우티 엔젤
오티 에인절(Auti Angel, 영어 발음: /ˈɔːti/, 1969년 10월 15일 ~ 2022년 3월 23일)은 미국의 배우, 안무가이다.
샌디에이고에서 태어났다.

## 영화
- 42일간의 기적 (2011) - 니키 역